# Sè
Pour l’article homonyme, voir Sè (Bénin).
Sè est une commune située dans le département de Djibo, dans la province du Soum, région du Sahel, au Burkina Faso.